# Hishimonoides chinensis
Hishimonoides chinensis är en insektsart som beskrevs av Anufriev 1970. Hishimonoides chinensis ingår i släktet Hishimonoides och familjen dvärgstritar. Inga underarter finns listade i Catalogue of Life.